# Donald Brown
Donald E. Brown (1934) es un profesor estadounidense de antropología. 
Es conocido por sus trabajos teóricos sobre la existencia, características y relevancia de los universales de la naturaleza humana.
En su más conocido trabajo "Human Universals", él dice que estos atributos universales "comprenden rasgos de la cultura, sociedad, lenguaje, conducta y psique para los que no hay ninguna excepción conocida".
Es citado por Steven Pinker en un apéndice de su libro "The blank slate" (la tabla rasa), donde Pinker cita algunos de los cientos de atributos generales listados por Brown.

## Libros
- Brunei: The Structure and History of Bornean Malay Sultanate. Brunei Museum, 1970.
- Hierarchy, History, and Human Nature: The Social Origins of Historical Consciousness:  University of Arizona Press, 1988.
- Human Universals. New York: McGraw-Hill, 1991.

## Artículos
- 'Human Nature and History'. History and Theory 38 (1999): 138-157.
- 'Human Universals and their Implications'. In N. Roughley (ed.), Being humans: Anthropological Universality and Particularity in Transdisplinary Perspectives. New York: Walter de Gruyter, 2000.
- 'Human Universals, Human Nature & Human Culture'. Daedalus 133 (2004): 4, 47.

## Entradas enciclopédicas
- 'Human Universals'. In Robert A. Wilson and Frank C. Keil (eds) The MIT Encyclopedia of the Cognitive Sciences. Cambridge, Massachusetts: MIT Press, 1999.

## Revisiones
- Christopher Boehm. 'Human Universals: Donald E. Brown'. American Anthropologist 94 (1992): 742-743.
- Walter J. Lonner. 'Human Universals: Donald E. Brown'. American Ethnologist 21 (1994): 920-921.